# 3-й отдельный гвардейский танковый полк прорыва
3-й отдельный гвардейский танковый полк прорыва — воинское подразделение Вооружённых сил СССР в Великой Отечественной войне.
Сокращённое наименование — 3-й гв. оттп.

## Формирование и организация
3-й гв. танковый полк прорыва сформирован на основании Директивы НКО № 1104913сс от 12.10.1942 г. в Московском АБТ Центре (Костерево - Ногинск) в октябре 1942 г. на базе 249-й тбр.
28 февраля 1944 г. Директивой ГШКА № Орг/3/305512 от 28.02.1944 г. переформирован в 3-й гв. тяжелый танковый полк.
13 января 1946 г. переформирован в 132-й гв. тяжелый танко-самоходный полк (в/ч № 75494) 26-й механизированной дивизии.

## Подчинение
В составе действующей Армии:
- с 19.11.1942 по 23.02.1944 года.
- с 09.07.1944 по 09.05.1945 года.

| Дата            | Фронт (округ)            | Армия                  | Корпус | Дивизия | Бригада |
| --------------- | ------------------------ | ---------------------- | ------ | ------- | ------- |
| 01.11.1942 года |                          |                        |        |         |         |
| 01.12.1942 года | Северо-западный Фронт    | 11-я армия             |        |         |         |
| 01.01.1943 года | Северо-западный Фронт    | 11-я армия             |        |         |         |
| 01.02.1943 года | Северо-западный Фронт    | 11-я армия             |        |         |         |
| 01.03.1943 года | Северо-западный Фронт    | 11-я армия             |        |         |         |
| 01.04.1943 года | Северо-западный Фронт    | 34-я армия             |        |         |         |
| 01.05.1943 года | Северо-западный Фронт    | 34-я армия             |        |         |         |
| 01.06.1943 года | Северо-западный Фронт    | 34-я армия             |        |         |         |
| 01.07.1943 года | Северо-западный Фронт    | 34-я армия             |        |         |         |
| 01.08.1943 года | Северо-западный Фронт    | 34-я армия             |        |         |         |
| 01.09.1943 года | Северо-западный Фронт    |                        |        |         |         |
| 01.10.1943 года | Северо-западный Фронт    |                        |        |         |         |
| 01.11.1943 года | Северо-западный Фронт    |                        |        |         |         |
| 01.12.1943 года | 2-й Прибалтийский фронт  | 1-я Ударная армия      |        |         |         |
| 01.01.1944 года | 2-й Прибалтийский фронт  | 6-я гвардейская армия  |        |         |         |
| 01.02.1944 года | 2-й Прибалтийский фронт  | 6-я гвардейская армия  |        |         |         |
| 01.03.1944 года | Московский военный округ |                        |        |         |         |
| 01.04.1944 года | Московский военный округ |                        |        |         |         |
| 01.05.1944 года | Московский военный округ |                        |        |         |         |
| 01.06.1944 года | Московский военный округ |                        |        |         |         |
| 01.07.1944 года | Московский военный округ |                        |        |         |         |
| 01.08.1944 года | 1-й Прибалтийский фронт  | 51-я армия             |        |         |         |
| 01.09.1944 года | 1-й Прибалтийский фронт  | 51-я армия             |        |         |         |
| 01.10.1944 года | 1-й Прибалтийский фронт  | 51-я армия             |        |         |         |
| 01.11.1944 года | 1-й Прибалтийский фронт  | 51-я армия             |        |         |         |
| 01.12.1944 года | 1-й Прибалтийский фронт  | 51-я армия             |        |         |         |
| 01.01.1945 года | 1-й Прибалтийский фронт  | 51-я армия             |        |         |         |
| 01.02.1945 года | 1-й Прибалтийский фронт  | 51-я армия             |        |         |         |
| 01.03.1945 года | 2-й Прибалтийский фронт  |                        |        |         |         |
| 01.04.1945 года | Курляндская группа войск | 10-я гвардейская армия |        |         |         |
| 01.05.1945 года | Ленинградский фронт      | 67-я армия             |        |         |         |

## Боевой и численный состав полка
Сформирован по штату № 010/266.
В целях усиления мощи танковых частей с 15 января 1943 года в тяжелые танковые полки дополнительно вводились взвод автоматчиков, численностью 33 человека и 32 ППШ;
Директивой ГШКА № Орг/3/305512 от 13.02.1944 г. переведен на штат № 010/460 (танки ИС-2).
По штату полк состоял из четырех танковых рот (в каждой по 5 машин), роты автоматчиков, роты технического обеспечения, взвода управления, саперного и хозяйственного взводов и полкового медицинского пункта (ПМП).
Каждый полк должен был иметь 90 офицеров, 121 человек сержантского состава и 163 человек рядового состава. Всего — 374 человека личного состава и 21 танк ИС 2, включая танк командира, 3 английских БТР Универсал и 1 БА-64.
Численный состав:
| дата       | объединение | Личный состав | Типы танков (исправных/неисправных) | Всего | Примечание                        |
| 19.11.1942 | СЗФ         | 214           | 21 КВ                               | 21    | ЦАМО РФ. ф. 38, оп. 11373, д. 150 |

## Командный состав полка

### Командиры полка
- Юдин Георгий Лаврентьевич, подполковник. 21.10.1942 - 00.01.1943 года[4]
- Попов Пётр Фёдорович, подполковник, 04.03.1943 - 25.06.1943 года
- Стрекалов Николай Дмитриевич, майор, с 10.08.1943 подполковник, 25.06.1943 - 00.10.1945 года.[5]

### Начальники штаба полка
- Стрекалов Николай Дмитриевич, майор, 00.11.1942 - 25.06.1943 года.
- Руденко, майор, на 07.1944 - 11.1944 года.
- Еськов, майор,на 12.1944года.

### Заместитель командира полка по строевой части
- Горлач Иван Афанасьевич, майор (снят с должности),00.12.1942 - 04.05.1943 года[6]
- Хоменко Яков Андреевич, майор, на 01.1944 года.[7]
- Фисенко Михаил Михайлович, майор, на 08.1944 года.

### Заместитель командира по политической части
- Почикалов Кузьма Васильевич, капитан (09.05.1943 года умер от ран - ОБД)[8]
- Чирков Александр Александрович, майор, на 10.1944, 11.1944 года.

## Награды и наименование
| Награда                      | Дата                                         | За что получена  |
| ---------------------------- | -------------------------------------------- | ---------------- |
| Почётное звание«Гвардейский» | Директивой ГШКА № Орг/3/305512 от 13.02.1944 | При формировании |